# Avalonia

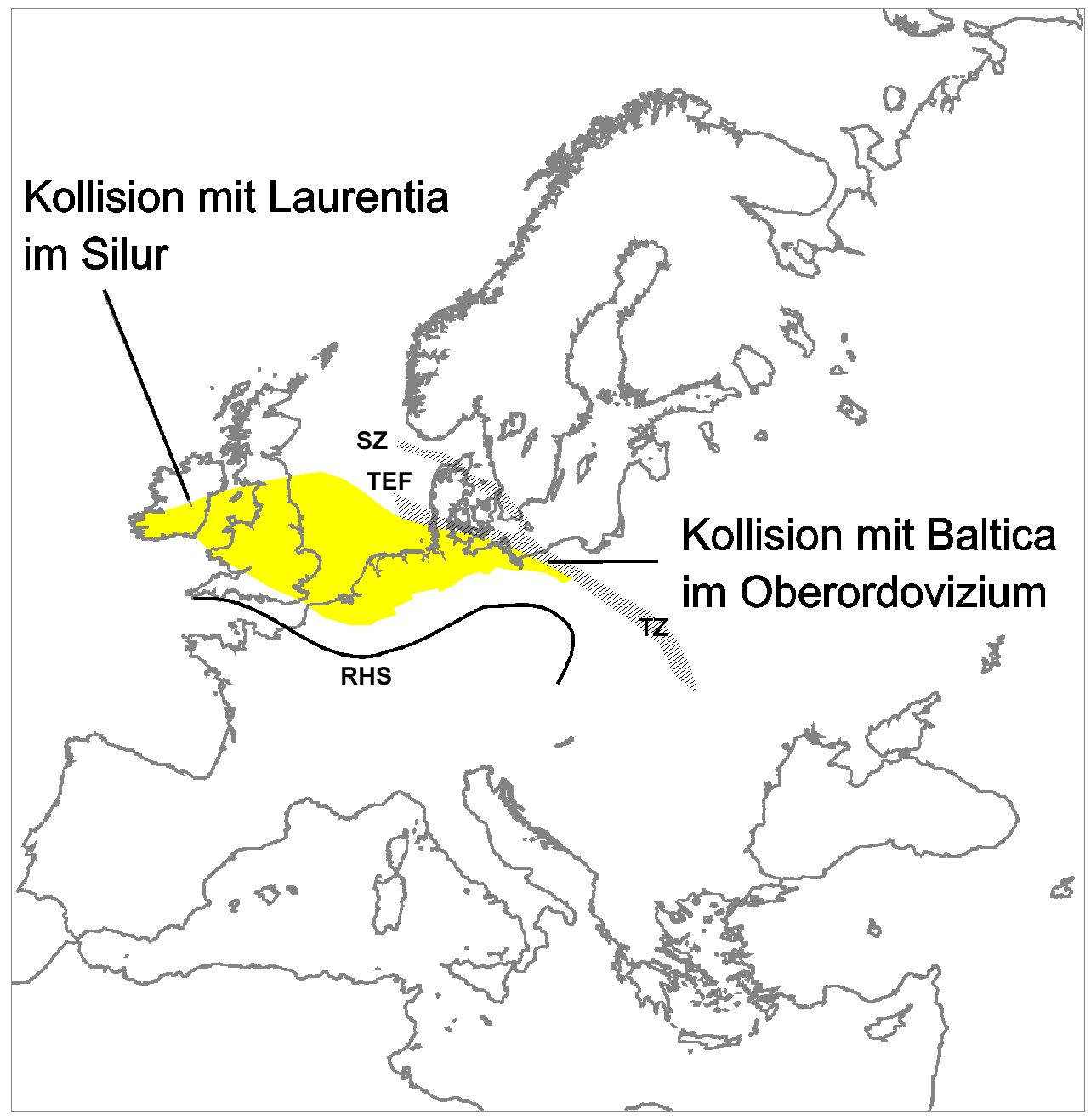
Avalonia-Basement in Europa.

Avalonia ist in der Erdgeschichte die Bezeichnung für einen Kleinkontinent, der im Unteren Ordovizium vom nördlichen Rand des Südkontinents Gondwana abbrach und im Oberordovizium mit Baltica kollidierte. Er bildet heute das Fundament Norddeutschlands, der südlichen Nordsee, Mittelenglands, Wales’, Südirlands und kleinerer Teile Nordamerikas (Neufundland, Neuschottland, Neubraunschweig, Teile der Neuenglandstaaten und der nördliche Teil Floridas).
Die heute europäischen Teile Avalonias werden auch als Ost-Avalonia bezeichnet, die heute nordamerikanischen Teile auch als West-Avalonia. Sie wurden von manchen Autoren auch als zwei unabhängige Terrane angesehen.

## Namensgebung
Der Name wurde anscheinend von einer Autorengruppe um Christopher Scotese, Richard Bambach und Rob Van der Voo im Jahr 1979 erstmals verwendet. Namensgeber für Avalonia ist die Halbinsel Avalon im heutigen Neufundland.
Das Gebiet wurde allerdings bereits früher schon als eine separate strukturelle tektonische Einheit der Appalachen erkannt und als Avalon-Plattform oder später Avalon-Zone bezeichnet. Anfang der 1980er Jahre wurde in der Literatur für Avalonia auch häufig der Begriff Avalon-Terrane verwendet.

## Geschichte

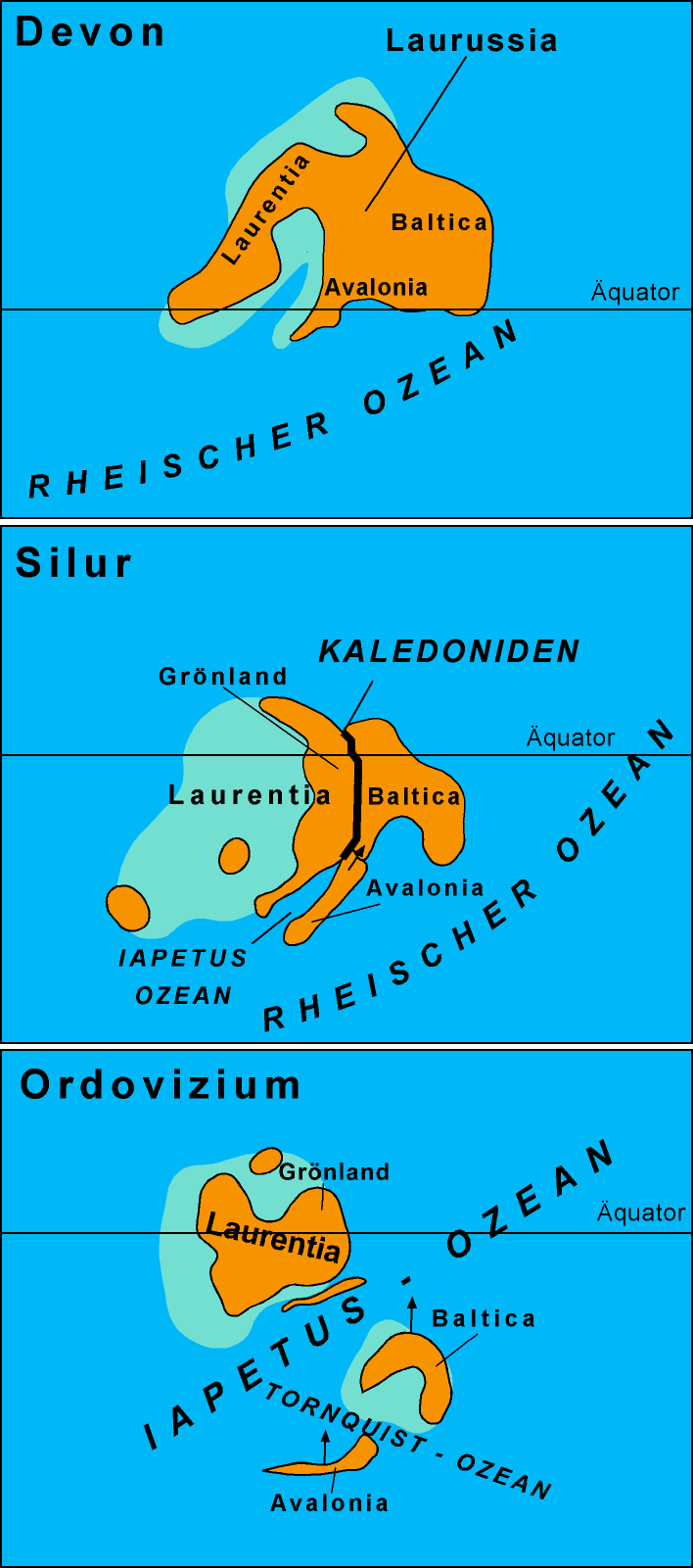
Prinzipdarstellung der paläogeographischen Entwicklung von Avalonia, Baltica und Laurentia vom Ordovizium bis in das Devon.

Im Jungproterozoikum und Altpaläozoikum (ca. 700–480 Mio. J.) war Avalonia dem nördlichen (heutigen) Südamerika und nördlichen Teil Westafrikas vorgelagert, und damit Bestandteil des auf der südlichen Erdhalbkugel gelegenen, um den Südpol positionierten Superkontinents Gondwana. Diese randlichen Teile Gondwanas wurden im ausgehenden Proterozoikum von der cadomischen Orogenese (650–550 mya) erfasst.
Im Unterordovizium brach Avalonia in höheren südlichen Breiten von Gondwana ab und driftete in Richtung Äquator auf Baltica und Laurentia zu. Zwischen Avalonia und Gondwana öffnete sich der Rheische Ozean. Nördlich von Avalonia wurde unter den östlichen Teil von Avalonia der Tornquist-Ozean subduziert.
In niedrigen südlichen Breiten kollidierte Avalonia im obersten Ordovizium mit Baltica (dem heutigen Nord- und Osteuropa). Dabei wurde der Tornquist-Ozean zwischen Baltica und Avalonia geschlossen. Die Trennungslinie („Sutur“) wird als Tornquist-Linie bezeichnet.
Im Silur kollidierten die nun verbundenen Baltica und Avalonia mit Laurentia (dem heutigen Nordamerika mit Grönland, nördlichem Irland und Schottland) unter Schließung des Iapetus-Ozeans. Der aus Baltica, Laurentia und Avalonia resultierende neue Großkontinent wird als Laurussia bezeichnet.

## Öffnung des heutigen Nordatlantik
Die Öffnung des Nordatlantiks von Süden nach Norden im Mesozoikum und Känozoikum sorgte dafür, dass sich heute Teile des ehemaligen Kleinkontinents Avalonia im nördlichen Mitteleuropa und im östlichen Nordamerika (Neufundland, Neuenglandstaaten) befinden.

## Trivia
Im ARD-Fernsehfilm „Play“ von 2019 bezeichnet „Avalonia“ ein Virtual-Reality-Computerspiel, das für die Hauptdarstellerin Jennifer erst zum Lebenselixier und später zur Sucht wird.